# Prästtorpasjön
Prästtorpasjön är en sjö i Höörs kommun i Skåne och ingår i Rönne ås huvudavrinningsområde. Sjön har en area på 0,0583 kvadratkilometer och ligger 117,4 meter över havet.

## Delavrinningsområde
Prästtorpasjön ingår i det delavrinningsområde (619983-135950) som SMHI kallar för Mynnar i Östra Ringsjön. Medelhöjden är 103 meter över havet och ytan är 54,35 kvadratkilometer. Det finns inga avrinningsområden uppströms utan avrinningsområdet är högsta punkten. Vattendraget som avvattnar avrinningsområdet har biflödesordning 2, vilket innebär att vattnet flödar genom totalt 2 vattendrag innan det når havet efter 94 kilometer. Avrinningsområdet består mestadels av skog (54 %) och jordbruk (19 %). Avrinningsområdet har 0,12 kvadratkilometer vattenytor vilket ger det en sjöprocent på 0,2 %. Bebyggelsen i området täcker en yta av 8,91 kvadratkilometer eller 16 % av avrinningsområdet.